# Jason Grimes
Jason Grimes (10 settembre 1959) è un ex velocista e lunghista statunitense.

## Biografia
All-American per l'Università del Tennessee, nel 1981 vinse la medaglia d'oro alle Universiadi correndo con la staffetta 4×100 statunitense.
Al Campionati mondiali del 1983 vinse l'argento nel salto in lungo preceduto dal connazionale Carl Lewis.

## Palmarès
| Anno | Manifestazione | Sede     | Evento            | Risultato | Prestazione | Note |
| ---- | -------------- | -------- | ----------------- | --------- | ----------- | ---- |
| 1981 | Universiadi    | Bucarest | Staffetta 4×100 m | Oro       | 38"70       |      |
| 1983 | Mondiali       | Helsinki | Salto in lungo    | Argento   | 8,29 m      |      |